# Michael Beach
Michael Anthony Beach (Boston, 30 ottobre 1963) è un attore statunitense.

## Filmografia parziale

### Cinema
- Fuori i secondi (Streets of Gold), regia di Joe Roth (1986)
- Fine della linea (End of the Line), regia di Jay Russell (1987)
- Suspect - Presunto colpevole (Suspect), regia di Peter Yates (1987)
- La luna spezzata (In a Shallow Grave), regia di Kenneth Bowser (1988)
- Conta su di me (Lean on Me), regia di John G. Avildsen (1989)
- The Abyss, regia di James Cameron (1989)
- Affari sporchi (Internal Affairs), regia di Mike Figgis (1990)
- Uomini al passo (Cadence), regia di Martin Sheen (1990)
- Surgelati speciali (Late for Dinner), regia di W. D. Richter (1991)
- Qualcuno sta per morire (One False Move), regia di Carl Franklin (1992)
- The Hit List, regia di William Webb (1993)
- Una vita al massimo (True Romance), regia di Tony Scott (1993)
- America oggi (Short Cuts), regia di Robert Altman (1993)
- Bad Company (The Nature of the Beast), regia di Damian Harris (1995)
- Donne - Waiting to Exhale (Waiting to Exhale), regia di Forest Whitaker (1995)
- A Family Thing, regia di Richard Pearce (1996)
- I sapori della vita (Soul Food), regia di George Tillman Jr. (1997)
- Primo piano sull'assassino (Johnny Skidmarks), regia di John Raffo (1998)
- Asunder, regia di Tim Reid (1999)
- Crazy as Hell, regia di Eriq La Salle (2002)
- Il sogno di Jerome (Like Mike 2: Streetball), regia di David Nelson (2006)
- The Condemned - L'isola della morte (The Condemned), regia di Scott Wiper (2007)
- First Sunday - Non c'è più religione (First Sunday), regia di David E. Talbert (2008)
- Stargate: L'arca della verità (Stargate: The Ark of Truth), regia di Robert C. Cooper (2008)
- Hell Ride, regia di Larry Bishop (2008)
- Sparkle - La luce del successo (Sparkle), regia di Salim Akil (2012)
- Red Dawn - Alba rossa (Red Dawn), regia di Dan Bradley (2012)
- Broken City, regia di Allen Hughes (2013)
- Things Never Said, regia di Charles Murray (2013)
- Oltre i confini del male - Insidious 2 (Insidious: Chapter 2), regia di James Wan (2013)
- The Submarine Kid, regia di Eric Bilitch (2015)
- Boston - Caccia all'uomo (Patriots Day), regia di Peter Berg (2016)
- No Postage Necessary, regia di Jeremy Culver (2017)
- Blu profondo 2 (Deep Blue Sea 2), regia di Darin Scott (2018)
- Canal Street, regia di Rhyan LaMarr (2018)
- Se la strada potesse parlare (If Beale Street Could Talk), regia di Barry Jenkins (2018)
- Aquaman, regia di James Wan (2018)
- Foster Boy, regia di Youssef Delara (2018)
- Rim of the World, regia di McG (2019)
- Inheritance, regia di Vaughn Stein (2020)
- Superintelligence, regia di Ben Falcone (2020)
- Midnight in the Switchgrass - Caccia al serial killer (Midnight in the Switchgrass), regia di Randall Emmett (2021)
- Saw X, regia di Kevin Greutert (2023)

### Televisione
- Sotto inchiesta (Under Suspicion) – serie TV, 17 episodi (1994-1995)
- E.R. - Medici in prima linea (ER) – serie TV, 19 episodi (1995-1997)
- Più in alto di tutti (Rebound), regia di Eriq La Salle – film TV (1996)
- Squadra emergenza (Third Watch) – serie TV, 96 episodi (1999-2005)
- Assemblaggio cruciale (Critical Assembly), regia di Eric Laneuville – film TV (2003)
- Senza traccia (Without a Trace) – serie TV, episodio 5x06 (2007)
- Shark - Giustizia a tutti i costi (Shark) – serie TV, episodio 2x05 (2007)
- Criminal Minds – serie TV, episodio 3x08 (2007)
- Stargate Atlantis – serie TV, 5 episodi (2007-2009)
- Numb3rs – serie TV, episodio 5x12 (2009)
- Sons of Anarchy – serie TV, 11 episodi (2010-2014)
- Grey's Anatomy – serie TV, episodio 7x16 (2011)
- The Game – serie TV, 11 episodi (2011-2013, 2015)
- NCIS - Unità anticrimine (NCIS) – serie TV, episodio 9x13 (2012)
- The Client List - Clienti speciali (The Client List) – serie TV, 7 episodi (2013)
- Crisis – serie TV, 13 episodi (2014)
- The Blacklist – serie TV, episodi 2x15-2x16 (2015)
- Secrets and Lies – serie TV, 4 episodi (2015)
- CSI: Immortality, regia di Louis Milito – film TV (2015)
- The 100 – serie TV, 13 episodi (2016; 2019)
- Dynasty – serie TV, episodi 1x02-1x04-1x08 (2017)
- S.W.A.T. – serie TV, 14 episodi (2017-2024)
- Animal Kingdom – serie TV, 2 episodi (2018)
- For the People – serie TV, 5 episodi (2018-2019)
- Truth Be Told – serie TV, 18 episodi (2019-in corso)
- Chicago P.D. – serie TV, 5 episodi (2019-2020)
- Swamp Thing – serie TV, 4 episodi (2019)
- Cherish the Day – serie TV, 7 episodi (2020)
- SEAL Team – serie TV, episodi 3x18-3x19-4x02 (2020)
- The Rookie – serie TV, episodi 3x01-3x08 (2021)
- Mayor of Kingstown – serie TV, 23 episodi (2021-2024)
- Monster – serie TV, 6 episodi (2022)
- Tulsa King – serie TV, 4 episodi (2022-2023)
- Dead Boy Detectives – serie TV, 4 episodi (2024)
- The Perfect Couple, regia di Susanne Bier – miniserie TV (2024)
- Secret Level – serie animata, episodio 1x11 (2024) – voce

## Doppiatori italiani
Nelle versioni in italiano delle opere in cui ha recitato, Michael Beach è stato doppiato da:
- Stefano Mondini in Brothers & Sisters - Segreti di famiglia, Lie to Me, NCIS - Unità anticrimine, Broken City, Oltre i confini del male: Insidious 2, Aquaman, All Rise, Stumptown, Superintelligence
- Alberto Angrisano in Criminal Minds, The 100, S.W.A.T. (st. 4-5, ep. 7x10), Tulsa King, Dead Boy Detectives, The Perfect Couple
- Roberto Draghetti ne Il sogno di Jerome, Blu profondo 2, Rim of the World, S.W.A.T (st. 1-2), Unsolved
- Massimo Bitossi in Stargate Atlantis (ep. 3x20), Secrets and Lies, Dahmer - Mostro: la storia di Jeffrey Dahmer
- Francesco Prando in Law & Order - I due volti della giustizia, Shark - Giustizia a tutti i costi
- Massimiliano Plinio in E.R. - Medici in prima linea (ep. 2x02, 2x11), Mayor of Kingstown (ep. 1x01)
- Nino Prester in Una questione di famiglia, Squadra emergenza
- Paolo Marchese in The Closer, Pitch
- Stefano Thermes in Red Dawn - Alba rossa, Mayor of Kingstown (st. 2-3)
- Angelo Maggi in Bad Company, Crisis
- Pierluigi Astore in Dynasty, Saw X
- Edoardo Nevola in Più in alto di tutti
- Vittorio Stagni in Suspect - Presunto colpevole
- Massimo Lodolo ne I sapori della vita
- Claudio Capone in Assemblaggio cruciale
- Carlo Cosolo in Qualcuno sta per morire
- Giorgio Locuratolo in Uomini al passo
- Christian Iansante in E.R. - Medici in prima linea (ep.2x21-22, st. 3-4)
- Stefano Santerini in Sons of Anarchy
- Mino Caprio in Sparkle - La luce del successo
- Achille D'Aniello in Stargate: L'arca della verità
- Massimo Corvo in Affari sporchi
- Alberto Bognanni in Grey's Anatomy
- Giuliano Bonetto in Criminal Minds: Suspect Behavior
- Paolo Buglioni in The Blacklist
- Alessandro Budroni in The Client List - Clienti speciali
- Franco Mannella in Se la strada potesse parlare
- Fabrizio Pucci in Truth Be Told
- Enrico Di Troia in Foster Boy
- Oliviero Cappellini in Inheritance
- Carlo Scipioni in Blue Bloods
- Andrea Lavagnino in Boston - Caccia all'uomo
- Stefano Alessandroni in Chicago P.D.
- Simone Leonardi in Mayor of Kingstown (ep. 1x06-07, 1x09)
- Gianni Gaude in The Rookie

Da doppiatore è sostituito da:
- Alberto Angrisano in Secret Level